# Suffocation
Suffocation (v překladu z angličtiny udušení) je americká technická a brutální death metalová skupina založená roku 1988 v New Yorku. Do historie death metalu se zapsala již svým debutovým albem Effigy of the Forgotten.
Skladba Liege of Inveracity z alba Effigy of the Forgotten je první slamový breakdown, tudíž je kapele přisuzováno průkopnictví slam death metalu, přestože to není jejich primární žánr.

## Téma
Suffocation má texty zaměřené na smrt, lidstvo, společnost a dříve i na protináboženská témata, která ovšem nebyla nějak výrazná.

## Diskografie
Studiová alba
- Effigy of the Forgotten (1991)
- Breeding the Spawn (1993)
- Pierced from Within (1995)
- Souls to Deny (2004)
- Suffocation (2006)
- Blood Oath (2009)
- Pinnacle of Bedlam (2013)
- …Of the Dark Light (2017)
- Hymns from the Apocrypha (2023)

DVD
- Legacy Of Violence (2010)

EP
- Human Waste (EP, 1991)
- Despise the Sun (EP, 1998)

Jiné
- Reincremated (demo, 1990)
- Live Death (split, 1994)
- The Best of Suffocation (kompilace, 2008)
- Close of a Chapter: Live in Quebec City 2005 (živé album, 2009)